# Enolaza 2
Gama-enolaza, takođe poznata kao enolaza 2 (ENO2) ili neuron specifična enolaza (NSE), je enzim koji je kod ljudi kodiran ENO2 genom. Gama-enolaza je posfopiruvatna hidrataza.
Gama-enolaza je jedan od tri enolazna izoenzima prisutnih kod sisara. Ovaj izoenzim je homodimer, i prisutan je u zrelim neuronima i ćelijama neuronskog porekla. Prelaz iz alfa enolaze u gama enolazu javlja se u nervnom tkivu tokom razvoja kod pacova i primata.

## Literatura
- Oliva D, Calì L, Feo S, Giallongo A (1991). „Complete structure of the human gene encoding neuron-specific enolase.”. Genomics. 10 (1): 157—65. PMID 2045099. doi:10.1016/0888-7543(91)90496-2.
- Craig SP, Day IN, Thompson RJ, Craig IW (1991). „Localisation of neurone-specific enolase (ENO2) to 12p13.”. Cytogenet. Cell Genet. 54 (1–2): 71—3. PMID 2249478. doi:10.1159/000132960.
- Oliva D; Barba G; Barbieri G;  . (1989). „Cloning, expression and sequence homologies of cDNA for human gamma enolase”. Gene. 79 (2): 355—60. PMID 2792767. doi:10.1016/0378-1119(89)90217-5.
- McAleese SM; Dunbar B; Fothergill JE;  . (1989). „Complete amino acid sequence of the neurone-specific gamma isozyme of enolase (NSE) from human brain and comparison with the non-neuronal alpha form (NNE)”. Eur. J. Biochem. 178 (2): 413—7. PMID 3208766. doi:10.1111/j.1432-1033.1988.tb14465.x.
- Van Obberghen E; Kamholz J; Bishop JG;  . (1988). „Human gamma enolase: isolation of a cDNA clone and expression in normal and tumor tissues of human origin”. J. Neurosci. Res. 19 (4): 450—6. PMID 3385803. S2CID 20636218. doi:10.1002/jnr.490190409.
- Day IN, Allsopp MT, Moore DC, Thompson RJ (1987). „Sequence conservation in the 3'-untranslated regions of neurone-specific enolase, lymphokine and protooncogene mRNAs”. FEBS Lett. 222 (1): 139—43. PMID 3653393. S2CID 8011122. doi:10.1016/0014-5793(87)80207-7.
- Haimoto H; Takahashi Y; Koshikawa T;  . (1985). „Immunohistochemical localization of gamma-enolase in normal human tissues other than nervous and neuroendocrine tissues”. Lab. Invest. 52 (3): 257—63. PMID 3974199.
- Quan CP; Watanabe S; Vuillier F;  . (1993). „Purification and partial amino acid sequence of suppressive lymphokine from a CD8+ CD57+ human T hybridoma”. Immunology. 78 (2): 205—9. PMC 1421811 . PMID 7682534.
- Angelov DN; Neiss WF; Gunkel A;  . (1994). „Axotomy induces intranuclear immunolocalization of neuron-specific enolase in facial and hypoglossal neurons of the rat”. J. Neurocytol. 23 (4): 218—33. PMID 8035205. S2CID 10829701. doi:10.1007/BF01275526.
- Pechumer H, Bender-Götze C, Ziegler-Heitbrock HW (1994). „Detection of neuron-specific gamma-enolase messenger ribonucleic acid in normal human leukocytes by polymerase chain reaction amplification with nested primers”. Lab. Invest. 69 (6): 743—9. PMID 8264236.
- Ansari-Lari MA; Shen Y; Muzny DM;  . (1997). „Large-scale sequencing in human chromosome 12p13: experimental and computational gene structure determination”. Genome Res. 7 (3): 268—80. PMID 9074930. doi:10.1101/gr.7.3.268 .
- Lau L (2002). „Neuroblastoma: a single institution's experience with 128 children and an evaluation of clinical and biological prognostic factors”. Pediatric Hematology and Oncology. 19 (2): 79—89. PMID 11881792. S2CID 24248646. doi:10.1080/08880010252825669.
- Wijnberger LD; Nikkels PG; van Dongen AJ;  . (2002). „Expression in the placenta of neuronal markers for perinatal brain damage”. Pediatr. Res. 51 (4): 492—6. PMID 11919335. doi:10.1203/00006450-200204000-00015 .
- O'Dwyer DT; Clifton V; Hall A;  . (2002). „Pituitary autoantibodies in lymphocytic hypophysitis target both gamma- and alpha-Enolase - a link with pregnancy?”. Arch. Physiol. Biochem. 110 (1–2): 94—8. PMID 11935405. S2CID 24218508. doi:10.1076/apab.110.1.94.897.
- Chekhonin VP; Zhirkov YA; Belyaeva IA;  . (2002). „Serum time course of two brain-specific proteins, alpha(1) brain globulin and neuron-specific enolase, in tick-born encephalitis and Lyme disease”. Clin. Chim. Acta. 320 (1–2): 117—25. PMID 11983209. doi:10.1016/S0009-8981(02)00057-8.
- Nakatsuka S; Nishiu M; Tomita Y;  . (2005). „Enhanced expression of neuron-specific enolase (NSE) in pyothorax-associated lymphoma (PAL)”. Jpn. J. Cancer Res. 93 (4): 411—6. PMC 5927012 . PMID 11985791. doi:10.1111/j.1349-7006.2002.tb01272.x.
- Fujiwara H; Arima N; Ohtsubo H;  . (2002). „Clinical significance of serum neuron-specific enolase in patients with adult T-cell leukemia”. Am. J. Hematol. 71 (2): 80—4. PMID 12353304. S2CID 20608717. doi:10.1002/ajh.10190 .
- Strausberg RL; Feingold EA; Grouse LH;  . (2003). „Generation and initial analysis of more than 15,000 full-length human and mouse cDNA sequences”. Proc. Natl. Acad. Sci. U.S.A. 99 (26): 16899—903. PMC 139241 . PMID 12477932. doi:10.1073/pnas.242603899 .
- Rodríguez-Núñez A; Cid E; Rodríguez-García J;  . (2003). „Neuron-specific enolase, nucleotides, nucleosides, purine bases, oxypurines and uric acid concentrations in cerebrospinal fluid of children with meningitis”. Brain Dev. 25 (2): 102—6. PMID 12581805. S2CID 26015330. doi:10.1016/S0387-7604(02)00160-2.
- Muley T; Ebert W; Stieber P;  . (2003). „Technical performance and diagnostic utility of the new Elecsys neuron-specific enolase enzyme immunoassay” (PDF). Clin. Chem. Lab. Med. 41 (1): 95—103. PMID 12636057. S2CID 11971809. doi:10.1515/CCLM.2003.017.

## Spoljašnje veze
- Overview of all the structural information available in the PDB for UniProt: P09104 (Human Gamma-enolase) at the PDBe-KB.